# John Neville, I marchese di Montagu
John Neville (1431 – 14 aprile 1471) fu un leader Yorkista durante la guerra delle due rose.

## Biografia
Era il figlio minore di Richard Neville, V conte di Salisbury e Alice Montagu.
Venne fatto cavaliere da Enrico VI d'Inghilterra a Greenwich nel 1469. Egli fu il capo effettivo dei seguaci della famiglia Neville, che avevano la base nel castello di Middleham nello Yorkshire, nello storico feudo della lancasteriana famiglia Percy.
Durante la guerra delle due rose combatté con il padre e il fratello Thomas nella battaglia di Blore Heath nel 1459; in tale occasione venne catturato e imprigionato nel castello di Chester dai lancasteriani. Dopo la vittoria Yorkista a Northampton venne rilasciato ma di nuovo catturato nella seconda battaglia di St. Albans nel 1461.
Dopo il suo secondo rilascio, portò le forze yorkiste nel nord dell'Inghilterra, sconfiggendo i Lancaster a Hedgeley Moor e di nuovo a Hexham (nel 1464).
Come riconoscenza per aver sconfitto i Lancaster, il nuovo re Edoardo IV lo investì nel 1462 dell'ordine della giarrettiera e l'anno seguente venne nominato Sovrintendente della marca dell'est.
Nel 1464 venne anche creato conte di Northumberland, titolo che era stato tenuto a lungo dalla famiglia Percy caduta in disgrazia e a cui erano state confiscate le proprietà dopo la battaglia di Towton. Tuttavia, quando Henry Percy fu riabilitato nel 1470, Neville fu costretto a cedere la contea e molti altri incarichi a favore dell'ex nemico.
Venne in compenso creato Marchese di Montagu ma senza ricevere proprietà adeguate al rango. Cambiò allora alleanze scontrandosi col re e prendendo le parti con suo fratello Richard del re Enrico VI, tornato brevemente sul trono. Montagu torno ad avere alti incarichi nel nord ma venne ucciso assieme al fratello combattendo nella battaglia di Barnet nel 1471.

## Matrimonio e figli
Neville sposò Isabel Ingoldesthorpe (1441–1476), figlia e coerede di Sir Edmund Ingoldesthorp di Newmarket.
Dal matrimonio nacquero sette figli:
- Anne Neville, che sposò Sir William Stonor, discendente di William de la Pole, I duca di Suffolk;
- Isabelle Neville, che sposò William Huddleston, poi Sir William Smythe;
- Elizabeth Neville, che sposò Sir Henry Wentworth;
- John Neville (1483), morto alla nascita;
- Margaret Neville, che sposò Sir John Mortimer, poi Charles Brandon, I duca di Suffolk
- George Neville, I duca di Bedford (c. 1457–1483);
- Lucy Neville, che sposò Sir Thomas FitzWilliam di Aldwark, poi Sir Anthony Browne;

Isabel Neville si risposò un anno dopo esser rimasta vedova con Sir William Norreys.

## Ascendenza
|                                          |                                        |                                            | Genitori                             |  |  | Nonni |  |  | Bisnonni                                 |  |  | Trisnonni                                |  |
|                                          |                                        |                                            |                                      |  |  |       |  |  | John Neville, III barone Neville di Raby |  |  | Ralph Neville, II barone Neville di Raby |  |
|                                          |                                        |                                            |                                      |  |  |       |  |  | John Neville, III barone Neville di Raby |  |  | Ralph Neville, II barone Neville di Raby |  |
|                                          |                                        | Alice Audley                               |                                      |  |  |       |  |  | John Neville, III barone Neville di Raby |  |  |                                          |  |
| Ralph Neville, I conte di Westmorland    |                                        |                                            |                                      |  |  |       |  |  | John Neville, III barone Neville di Raby |  |  |                                          |  |
|                                          |                                        | Maud Percy                                 | Henry Percy, II barone Percy         |  |  |       |  |  |                                          |  |  |                                          |  |
|                                          |                                        | Maud Percy                                 | Henry Percy, II barone Percy         |  |  |       |  |  |                                          |  |  |                                          |  |
|                                          |                                        | Maud Percy                                 | Idoina de Clifford                   |  |  |       |  |  |                                          |  |  |                                          |  |
| Richard Neville, V conte di Salisbury    |                                        | Maud Percy                                 |                                      |  |  |       |  |  |                                          |  |  |                                          |  |
|                                          |                                        | Giovanni Plantageneto, I duca di Lancaster | Edoardo III d'Inghilterra            |  |  |       |  |  |                                          |  |  |                                          |  |
|                                          |                                        | Giovanni Plantageneto, I duca di Lancaster | Edoardo III d'Inghilterra            |  |  |       |  |  |                                          |  |  |                                          |  |
|                                          |                                        | Giovanni Plantageneto, I duca di Lancaster | Filippa di Hainaut                   |  |  |       |  |  |                                          |  |  |                                          |  |
| Joan Beaufort, contessa di Westmorland   |                                        | Giovanni Plantageneto, I duca di Lancaster |                                      |  |  |       |  |  |                                          |  |  |                                          |  |
|                                          |                                        | Katherine Swynford                         | Payne De Roet                        |  |  |       |  |  |                                          |  |  |                                          |  |
|                                          |                                        | Katherine Swynford                         | Payne De Roet                        |  |  |       |  |  |                                          |  |  |                                          |  |
|                                          |                                        | Katherine Swynford                         | …                                    |  |  |       |  |  |                                          |  |  |                                          |  |
| John Neville, I marchese di Montagu      |                                        | Katherine Swynford                         |                                      |  |  |       |  |  |                                          |  |  |                                          |  |
|                                          | John Montacute, III conte di Salisbury | John Montacute, I barone Montacute         |                                      |  |  |       |  |  |                                          |  |  |                                          |  |
|                                          | John Montacute, III conte di Salisbury | John Montacute, I barone Montacute         |                                      |  |  |       |  |  |                                          |  |  |                                          |  |
|                                          | John Montacute, III conte di Salisbury | Margaret de Monthermer                     |                                      |  |  |       |  |  |                                          |  |  |                                          |  |
| Thomas Montacute, IV conte di Salisbury  | John Montacute, III conte di Salisbury |                                            |                                      |  |  |       |  |  |                                          |  |  |                                          |  |
|                                          |                                        | Maud Francis                               | Adam Francis                         |  |  |       |  |  |                                          |  |  |                                          |  |
|                                          |                                        | Maud Francis                               | Adam Francis                         |  |  |       |  |  |                                          |  |  |                                          |  |
|                                          |                                        | Maud Francis                               | Alice Champneis                      |  |  |       |  |  |                                          |  |  |                                          |  |
| Alice Montacute, V contessa di Salisbury |                                        | Maud Francis                               |                                      |  |  |       |  |  |                                          |  |  |                                          |  |
|                                          |                                        | Thomas Holland, II conte di Kent           | Thomas Holland, I conte di Kent      |  |  |       |  |  |                                          |  |  |                                          |  |
|                                          |                                        | Thomas Holland, II conte di Kent           | Thomas Holland, I conte di Kent      |  |  |       |  |  |                                          |  |  |                                          |  |
|                                          |                                        | Thomas Holland, II conte di Kent           | Giovanna di Kent                     |  |  |       |  |  |                                          |  |  |                                          |  |
| Eleanor Holland                          |                                        | Thomas Holland, II conte di Kent           |                                      |  |  |       |  |  |                                          |  |  |                                          |  |
|                                          |                                        | Alice FitzAlan                             | Richard FitzAlan, X conte di Arundel |  |  |       |  |  |                                          |  |  |                                          |  |
|                                          |                                        | Alice FitzAlan                             | Richard FitzAlan, X conte di Arundel |  |  |       |  |  |                                          |  |  |                                          |  |
|                                          |                                        | Alice FitzAlan                             | Eleonora di Lancaster                |  |  |       |  |  |                                          |  |  |                                          |  |
|                                          |                                        | Alice FitzAlan                             |                                      |  |  |       |  |  |                                          |  |  |                                          |  |